# 矢崎千代二
矢崎千代二（1872年2月12日—1947年12月29日），出生于日本横须贺汐入，日本画家。

## 生平
矢崎千代二早年在东京美术学院师从黑田清辉。明治时期（1868年至1912年）创作油画。大正年间（1912年至1926年）以后，在世界各地旅行创作彩色粉笔画。矢崎千代二创立了日本第一家彩色粉笔画协会，以宣传彩色粉笔画。
抗日战争北平被日军占领期间，矢崎千代二曾在国立北平艺专任教。日本投降后，矢崎千代二拒绝回国，申请居留中国，并将其全部作品送给国立北平艺专，由国民政府的教育部门接收，矢崎千代二乃受聘为国立北平艺专讲师。1947年，矢崎千代二在北平病逝。